# Koutnahanautsirivier
Koutnahanautsirivier (Zweeds – Fins: Koutnahanautsijoki) is een rivier annex beek, die stroomt in de Zweedse  gemeente Kiruna. De rivier ontstaat op de zuidoostelijke helling van de Koutnaharaberg. De rivier / beek stroomt naar het noordoosten. Het is een zijrivier van de Könkämärivier. Ze is circa vier kilometer lang.
Afwatering: Koutnahanautsirivier → Könkämärivier →  Muonio → Torne → Botnische Golf